# Alfred Beier-Red

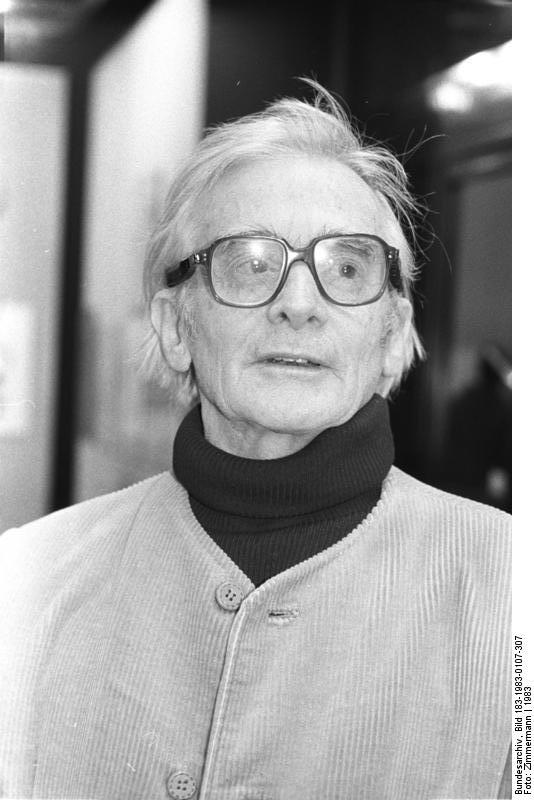
Alfred Beier-Red 1983

 Alfred Beier-Red  (eigtl.: Alfred Beier) (* 1. November 1902 in Berlin; † 3. Februar 2001 in Berlin) war ein deutscher kommunistischer Pressezeichner und einer der bedeutendsten deutschen politischen Karikaturisten.

## Leben
Alfred Beier-Red kam aus einer Berliner Arbeiterfamilie. Er absolvierte in Berlin eine Lehre als Buchdrucker, arbeitete in seinem Beruf, besuchte Abendkurse an der Kunstgewerbe- und Handwerkerschule Berlin-Ost in der Andreasstraße, und war gewerkschaftlich aktiv. 1923 schloss er sich der KPD an. Ab 1924 war er freischaffender Zeichner, vor allem für die kommunistische Presse (Die Rote Post, Die Rote Fahne, Roter Pfeffer, Der Gummiknüppel und Eulenspiegel). Zum Schutz vor politischen Repressalien signierte er meist mit dem Pseudonym „Red“ (Rot). Von 1927 bis 1930 studierte er, u. a. bei den Malern Erich Eltze (1866–1943) und Percy Ernst Renowitzky (1867–1951), an der Kunstgewerbe- und Handwerkerschule.
1928 war Beier-Red einer der Gründer der Assoziation revolutionärer bildender Künstler und fuhr er mit Heinz Tichauer als deren Delegierter zum I. Kongress der Assoziation der Künstler des revolutionären Russland (AChRR) nach Moskau. Er arbeitete bis 1932 für die kommunistische Presse, u. a. auch für die Moskauer Prawda.
Nach der Machtergreifung der Nazis arbeitete er in der Werbung und war er illegal antifaschistisch tätig. 1942 wurde er zur Wehrmacht eingezogen, und er musste am Zweiten Weltkrieg teilnehmen.
Ab 1945 arbeitete Beier-Red wieder freiberuflich in Berlin als Pressezeichner und Karikaturist, u. a. für die „Tägliche Rundschau“ und ab 1946 vor allem für das „Neue Deutschland“. Außerdem entwarf er eine Anzahl politischer Plakate. 1946 trat er der SED bei. Er war Mitglied Arbeitsgemeinschaft sozialistischer Künstler und des Verbands Bildender Künstler der DDR. Er hatte in der DDR eine große Zahl von Einzelausstellungen und Ausstellungsbeteiligungen, u. a. von 1958 bis 1988 von der Vierten Deutschen Kunstausstellung bis zur X. Kunstausstellung der DDR in Dresden.
Beier-Red war einer der bedeutendsten deutschen politischen Karikaturisten.

## Ehrungen (Auswahl)
- 1958: Franz-Mehring-Ehrennadel
- 1959: Kunstpreis der DDR
- 1962: Kunstpreis des FDGB
- 1962: Ernennung zum Professor
- 1970: Nationalpreis II. Klasse
- 1982: Ehrenspange zum Vaterländischen Verdienstorden
- Hans-Grundig-Medaille

## Schriften (Auswahl)
- Mit dem politischen Pinsel. Berlin, Dietz-Verlag, Berlin, 1953
- 1. Deutsche Karikaturen-Ausstellung 1954. Hrsg. Verband Bildender Künstler Deutschlands, 1954 (u. a. mit einem Beitrag von Alfred Beier-Red)
- Politisches Bilderbuch. Dietz-Verlag, Berlin, 1959